# Laudakia wui
Laudakia wui es una especie de iguanios de la familia Agamidae.

## Distribución geográfica yhábitat
Es endémica de los montanos del este del Tíbet. Su rango altitudinal oscila alrededor de 2350 m s. n. m..